# Билл, Синтия
Синтия Билл (Cynthia M. Beall; род. 1949) — американский физический антрополог, специализируется на высотной гипоксии, эволюции для неё и адаптации к ней. Доктор философии (1976), заслуженный профессор Университета Кейс Вестерн резерв, член НАН США (1996) и Американского философского общества (2001).

## Биография
Окончила Пенсильванский университет (бакалавр биологии, 1970).
Степени магистра (1972) и доктора философии (1976) по антропологии получила в Университете штата Пенсильвания.
С 1976 года преподаёт в Университете Кейс Вестерн резерв: первоначально ассистент-профессор, с 1982 года ассоциированный профессор на постоянном контракте, с 1994 года профессор антропологии и одновременно с 1995 года профессор анатомии, вместе с чем с 2003 года также профессор университетской школы медицины и с 2010 года заслуженный Университетский профессор. Также содиректор Центра тибетологии, и одновременно работает с 2004 года в Кливлендском музее естественной истории и с 2005 года на кафедре патобиологии Кливлендской клиники.
В 2002—2005 гг. советник НАН США. Член Американской академии искусств и наук (2013).
С 2012 года казначей International Society for Evolution, Medicine and Public Health.
Член Американской ассоциации содействия развитию науки (1997) и являлась членом её совета директоров (на срок 2016—2020 гг.).
Член научно-исследовательского совета Sigma Xi.
Также состоит в Американской антропологической ассоциации, American Association of Physical Anthropologists и др.
В 2005—2008 годах член исполнительного совета Международного совета по науке.
Ассоциированный редактор по биологической антропологии American Anthropologist (с 2016), член редколлегий High Altitude Medicine and Biology (с 1999), American Journal of Human Biology (с 2002), Evolution, Medicine and Public Health (с 2013).
Гуггенхаймовский стипендиат в 2011—2012.
Удостоена Franz Boas Distinguished Achievement Award (2009) и Raymond Pearl Award (2012) от Human Biology Association.
Автор более 60 публикаций в научных журналах.